# Habrocestum latifasciatum
Habrocestum latifasciatum là một loài nhện trong họ Salticidae.
Loài này thuộc chi Habrocestum. Habrocestum latifasciatum được Eugène Simon miêu tả năm 1868.